# Proceroplatus bicornutus
Proceroplatus bicornutus är en tvåvingeart som först beskrevs av Loïc Matile 1970.  Proceroplatus bicornutus ingår i släktet Proceroplatus och familjen platthornsmyggor. Inga underarter finns listade i Catalogue of Life.